# Enear
Enear är en ö i Marshallöarna.   Den ligger i kommunen Ebon, i den sydvästra delen av Marshallöarna, 400 km sydväst om huvudstaden Majuro. Arean är 0,12 kvadratkilometer.
Terrängen på Enear är platt. Öns högsta punkt är 25 meter över havet. 